# St. Urban (Manhattan)
St. Urban ist ein exklusives, traditionsreiches Apartmenthaus in der Upper West Side in Manhattan in New York City. Es steht an der Südecke 89th Street und Central Park West im Historic District Upper West Side-Central Park West. Jenseits der Central Park West liegt gegenüber der Central Park. Die Hauptadresse lautet 285 Central Park West und die Nebenadresse 2 West 89th Street.

## Beschreibung
Das St. Urban wurde vom Architekten Robert T. Lyons (1873–1956) im Auftrag des Bauunternehmers Peter Banner entworfen und 1906 fertiggestellt. Das Beaux-Arts-Gebäude hat inklusive Eckturm 13 Stockwerke, ein Mansarddach mit Kupferfassade über einem Stahlrahmen und einen Turm mit kupferbedeckter Kuppel und Laterne an der nordöstlichen Ecke. Die reich verzierte Fassade besteht aus Kalksandstein und besitzt leicht hervorstehende dreiseitige Erkerfenster. Mittig vom dreistöckigen Sockel befinden sich zwei miteinander verbundene so nicht mehr genutzte Toreinfahrten, die mit Giebeldreiecken (Frontispiz) gekrönt sind. Sie dienten einst als Ein- und Ausfahrt für Kutschen. Nördlich direkt anschließend befindet sich mit einem geschwungenen Vordach der Haupteingang. Auf dem Dach stehen für die Bewohner drei teils begrünte Dachterrassen für die Freizeitgestaltung zur Verfügung. Das Gebäude beherbergt 56 Apartments und ist seit 1966 im Besitz einer Wohnungsgenossenschaft. Im Eckturm und angrenzenden Dachgeschoss wurde ein zweigeschossiges 370 m² großes Penthouse angelegt. Das südliche Nachbargebäude ist das 1990 erbaute 23-stöckige Apartmenthaus 279 Central Park West, das man bei den ersten 15 Etagen mit runder Hausecke und ähnlich gestalteten Erkern architektonisch dem St. Urban anpasste, sodass beide Gebäude von der Straße gesehen eine harmonische Einheit bilden.

## Hintergrund
Die reinen Baukosten des Gebäudes lagen bei 800.000 US-Dollar, nicht mitberechnet sind dabei die Ausstattung und das Grundstück. Man erhoffte sich, die Wohnungen für jährlich zwischen 3000 und 4500 US-Dollar vermieten zu können. Da die Preise aber zu hoch angesetzt wurden, wurde das Gebäude zwangsvollstreckt. Der Anwalt Albert Forsch ersteigerte es später für 1,13 Millionen US-Dollar und verkaufte es im August 1906 an die Barstun Realty Company, die es fortan erfolgreich, hauptsächlich an deutsch-jüdische Geschäftsleute und Unternehmer, vermieten konnte.
Als in den 1980er Jahren Pläne bekannt wurden, dass der südlich vom St. Urban angrenzende 1904 im italienischen Renaissance-Palazzo-Stil erbaute fünfstöckige Progress Club durch ein Wohnhochhaus ersetzt werden soll, scheiterte 1987 das Vorhaben von Bewohnern des St. Urban, dem Progress Club den Status als Wahrzeichen anerkennen zu lassen. Sie befürchteten unter anderem eine Sichteinschränkung nach Süden und zum Central Park. Die New Yorker Landmarks Preservation Commission wies dieses Vorhaben ab mit der Begründung, dass bereits im Jahr 1932 der Club schloss und 1958 baulich entfernt wurde. Der Progress Club wurde 1933 von der Walden School erworben, die das Gebäude 1958 umbaute und erweiterte. 1990 wurde schließlich an deren Stelle das Wohnhochhaus 279 Central Park West fertiggestellt. Der 1973 von der Schule errichtete Gebäudeflügel in der West 88th Street blieb erhalten und wird von der privaten Trevor Day School genutzt, die 1991 die Walden School übernahm.
Das St. Urban selbst wurde Teil des Historic Districts Upper West Side-Central Park West, obwohl durch einige Umbauten das historische Erscheinungsbild verändert wurde. So erhielt das ursprünglich mit Schindeln verkleidete Mansarddach eine Kupferverkleidung und viereckige Oberlichter und es wurden Gesimse und die Balkone in der vierten und zehnten Etage entfernt.

## Ansichten

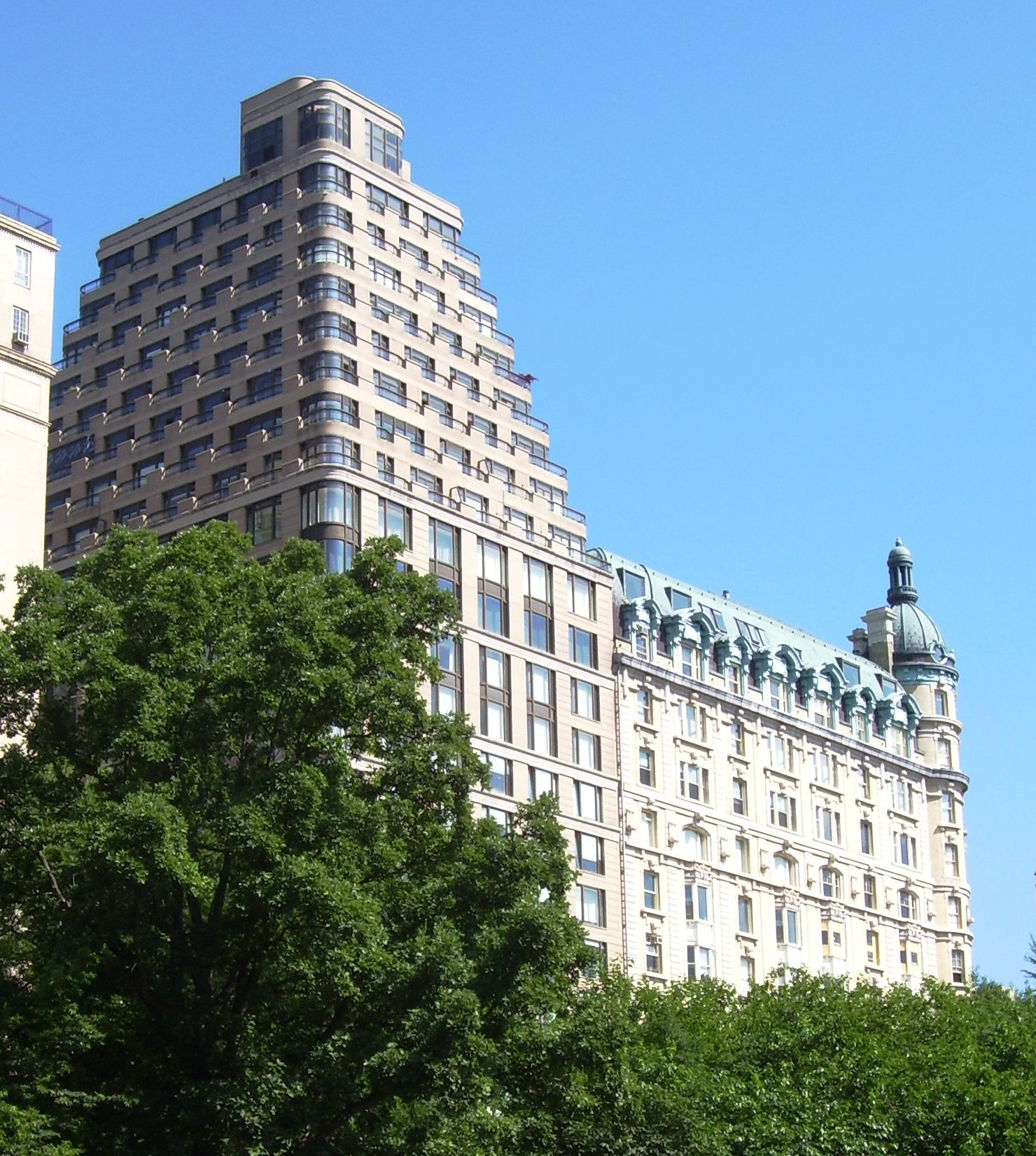
279 Central Park West und das St. Urban
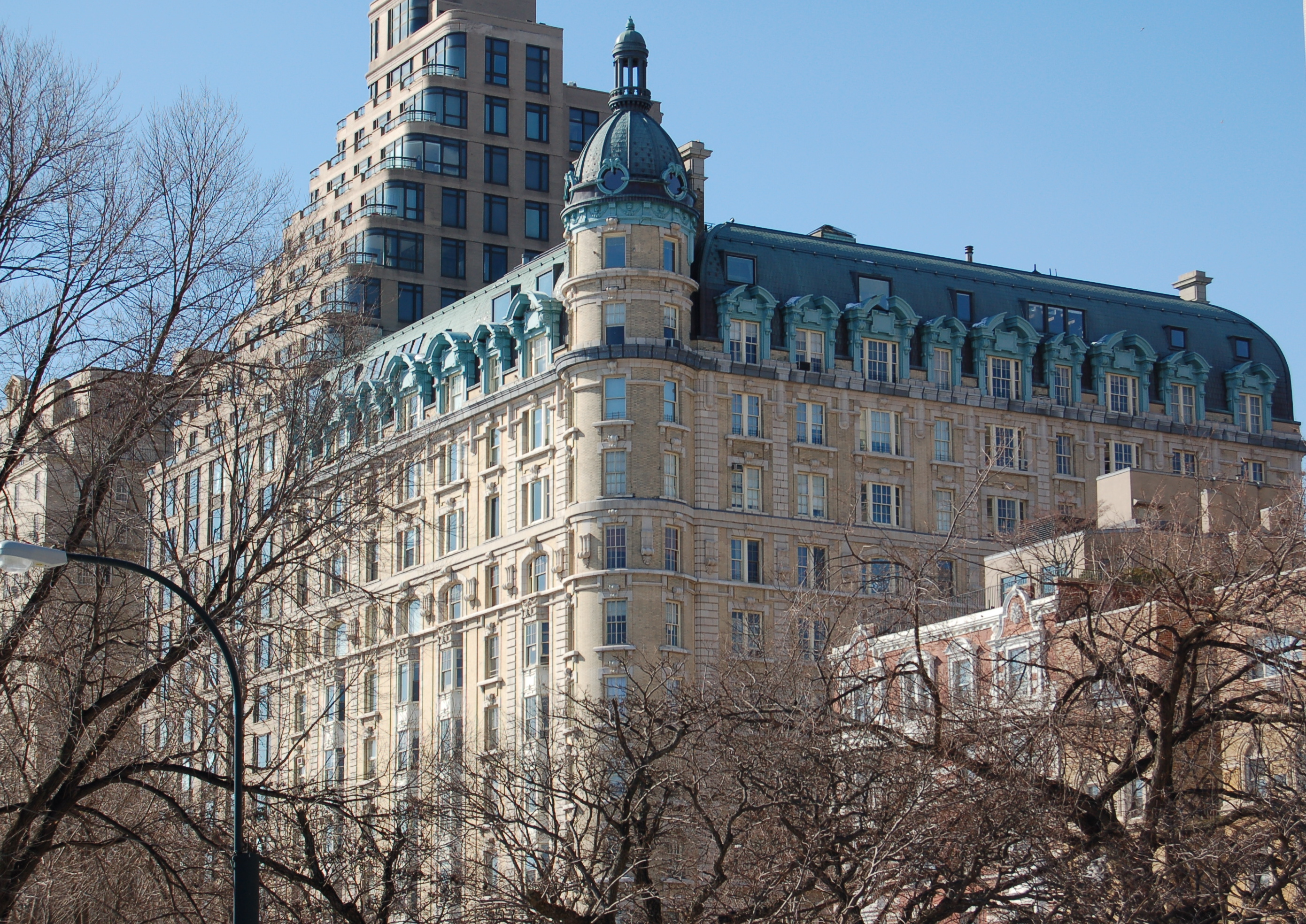
St. Urban vom Central Park West